# Deutscher Landwirtschaftsverlag

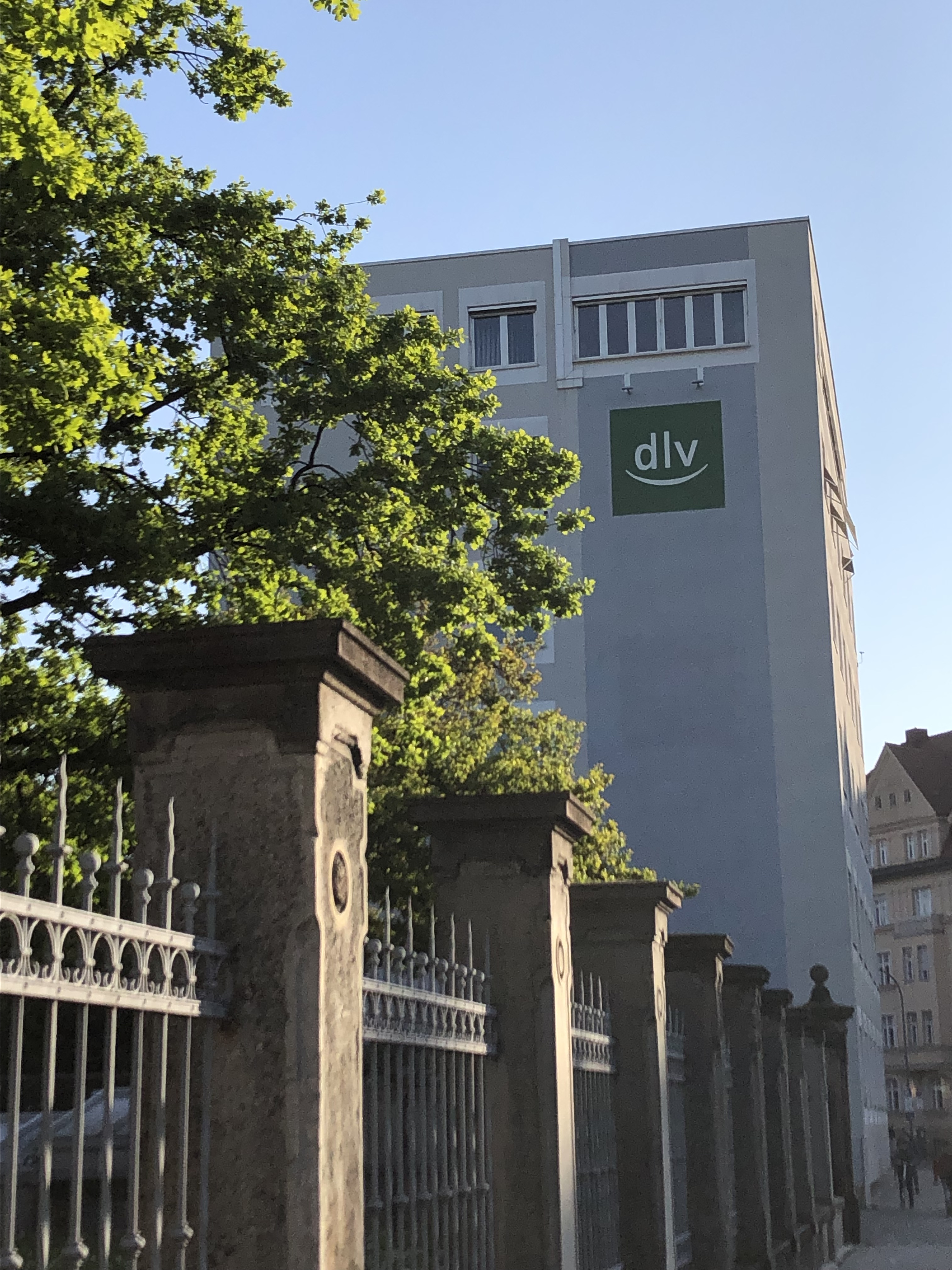
Verlagsgebäude am Standort München

Die Deutscher Landwirtschaftsverlag GmbH (dlv) ist ein Fachverlag mit 351 Mitarbeitern und 63,3 Mio. Euro Jahresumsatz (2021). Zu den mehr als 40 Medienmarken des Unternehmens gehören u. a. agrarheute, Land & Forst, Pirsch und Kraut & Rüben. Hauptsitz des Unternehmens ist Hannover, weitere Standorte befinden sich in Berlin, München, Oldenburg und Würzburg.

## Geschichte
Vorläufer des heutigen dlv war die Bayerischer Landwirtschaftsverlag Verlagsgesellschaft mbH, die 1946 in München gegründet wurde. Der Verlag bekam die Genehmigung von der US-Militärregierung zur Veröffentlichung von Büchern und Zeitschriften („to publish books and periodicals“). Mitbegründer war Alois Schlögl. Der Verlag stellte zunächst die heimische Agrarwirtschaft in den Mittelpunkt seiner Arbeit. In den folgenden Jahren wurde das Programm auf das Thema Natur ausgeweitet und damit vergrößerte sich auch der Aktionsradius über Bayerns Grenzen hinaus. 1995 erwarb der BLV die DLV–Deutscher Landwirtschaftsverlag Berlin GmbH, das von der Treuhandanstalt privatisierte Nachfolgeunternehmen des VEB Deutscher Landwirtschaftsverlag, von der Passauer Neuen Presse. Im Jahr 2001 bündelten die BLV Verlagsgesellschaft mbH, München, und die Landbuch Verlagsgesellschaft mbH in Hannover, ihre Zeitschriftenaktivitäten und gründeten die heutige Deutscher Landwirtschaftsverlag GmbH mit Sitz in Hannover.

## Geschäftsführung
Die Unternehmensleitung im dlv bilden Christian Schmidt-Hamkens, Günter Betz und Helmut Brachtendorf. Kaufmännischer Geschäftsleiter ist Arthur Scheid.

## Gesellschafter
Gesellschafter der Deutscher Landwirtschaftsverlag GmbH sind die BLV Verlagsgesellschaft mbH, München (75 % Anteil) und die LV Beteiligungs GmbH, Oldenburg (25 % Anteil).
Die BLV Verlagsgesellschaft mbH wiederum befindet sich im Besitz des Bayerischen Bauernverbandes (46 %), des Genossenschaftsverbandes Bayern e. V. (11 %) und des Zeitungsverlages Oberbayern (Münchner Merkur) (20 %). Die restlichen 23 Prozent ihrer Anteile hält die GmbH an sich selbst.
Die LV Beteiligungs GmbH gehört über zwei weitere Zwischengesellschaften dem Landvolk Niedersachsen, der Landwirtschaftskammer Niedersachsen und dem Waldbesitzerverband Niedersachsen.

## Produktportfolio
- AFZ Der Wald
- agrarheute
- Agrartechnik
- agri EXPERTS
- agrajo
- Bayerisches Landwirtschaftliches Wochenblatt
- bienen & natur
- Der Almbauer
- Deutscher Waldbesitzer
- Forst & Technik
- Holstein International
- kraut & rüben
- Land & Forst
- Niedersächsischer Jäger
- Pirsch
- technikboerse Magazin
- Traction
- Unsere Jagd
- Wir Jäger in Sachsen-Anhalt

## Auszeichnungen
- 2010: dlz agrarmagazin Auszeichnung der Deutschen Fachpresse Fachmedium des Jahres Kategorie Landwirtschaft/Ernährung
- 2015: CeresAward Auszeichnung der Deutschen Fachpresse Fachmedium des Jahres in der Kategorie Bester Award
- 2016: agrarheute.com Auszeichnung der Deutschen Fachpresse Fachmedium des Jahres
- 2016: agrarheute.com Auszeichnung der Deutschen Fachpresse in der Kategorie Beste Website und Maschine des Jahres
- 2017: Kategorie Bester-Social-Media Einsatz CeresAward auf der Shortlist
- 2017: Preis Fachmedium des Jahres Hofheld in der Kategorie Beste Website/Beste App.
- 2017: Preis „Fachmedium des Jahres – Beste Neugründung“ für agri EXPERTS[9][10]